# فتح الجليل (سرخون)
فتح الجلیل (بالفارسية: فتح‌الجلیل) هي قرية تقع في إيران في قسم سرخون الريفي. يقدر عدد سكانها بـ 272 نسمة بحسب إحصاء 2016.